# Neoherminia isenenias
Neoherminia isenenias là một loài bướm đêm trong họ Noctuidae.